# NGC 3620
NGC 3620 في الفهرس العام الجديد، هي مجرة، تقع في كوكبة الحرباء. اكتشفت في 31 مارس 1837 بواسطة جون هيرشل.

## روابط خارجية
- NGC 3620 على موقع ويكي سكاي: DSS2, SDSS, GALEX, IRAS, Hydrogen α, X-Ray, Astrophoto, Sky Map, Articles and images